# Национальная библиотека Кабо-Верде
Национальная библиотека Кабо-Верде (порт. Biblioteca Nacional de Cabo Verde) — публичная библиотека в городе Прая, Кабо-Верде. Содержит национальную библиографию, государственный исторический архив, обязательные экземпляры и диссертации. Строительство здания библиотеки финансировалось КНР.
Была основана в 1999 году.

## Деятельность
В 2001 году основан Институт Национальной библиотеки и книги (порт. Instituto da Biblioteca Nacional e do Livro), основной целью которого является повышение уровни грамотности, особенно среди детей и молодёжи. По данным ООН на 2015 год, уровень грамотности населения составляет около 86 %.
Деятельность Института также направлена на распространение текстов по всей стране и поддержку местных писателей. Библиотека сотрудничает с муниципальными библиотеками страны для создания общенациональных публичных библиотек, национальной библиографической цифровой базы данных и онлайн-каталога для публичного доступа.